# Emily Lima
Emily Alves da Cunha Lima (São Paulo, 29 de septiembre de 1980) es una jugadora y entrenadora de fútbol. Nacida en Brasil y de ascendencia portuguesa, jugó para la selección femenina de Portugal.
Lima se convirtió en la primera mujer en entrenar a la selección brasileña absoluta, se desempeñaba como entrenadora de la selección femenina absoluta de Ecuador desde el año 2019, hasta el año 2022, así como las categorías inferiores sub-19 y sub-17.
Como jugadora militó en los clubes :U.E.L'Estartit, el Zaragoza CFF y el Estudiantes de Huelva. En Brasil jugó en los equipos de Santos, Saad, Teresópolis y Veranópolis, en 2009 cerró su carrera en el Nápoles italiano. La entrenadora de 36 años  ha dirigido a las selecciones sub-15 y sub-17 y a los clubes brasileños Juventus y Sao Paulo.
Cuando se le ofreció el cargo de entrenadora de la selección de fútbol Brasil femenino aseguró que quiere mantener un contacto directo para recibir los consejos de Adenor Leonardo Bacchi (Tite) actual entrenador de la selección masculina de fútbol Brasileña.
Tras la derrota de la selección femenina de fútbol ecuatoriana ante su similar de la Selección femenina de fútbol de Paraguay (1-2), que certificó la eliminación del conjunto tricolor de la Copa América Femenina 2022, Lima renunció al mando del combinado ecuatoriano.
Lima fue oficialmente presentada como la nueva entrenadora de la selección peruana de fútbol femenino el 3 de mayo del 2023.
El 4 de agosto de 2025 fue anunciada como entrenadora del primer equipo del Levante UD femenino.